# روژه ایکور
روژه ایکور (به فرانسوی: Roger Ikor) رمان‌نویس قرن بیستم میلادی اهل فرانسه است.